# Jelonki (Lelkowo)
Jelonki (deutsch Hirschken) war ein Ort in der polnischen Woiwodschaft Ermland-Masuren innerhalb der Landgemeinde Lelkowo (Lichtenfeld) im Powiat Braniewski (Kreis Braunsberg). Bis 1945 gehörte der Ort zum Kreis Heiligenbeil in Ostpreußen.

## Geographische Lage
Die Ortsstelle Jelonkis liegt zwei Kilometer südlich der polnisch-russischen Staatsgrenze (EU-Außengrenze) im Nordwesten der Woiwodschaft Ermland-Masuren, 18 Kilometer südöstlich der ehemaligen und heute auf russischem Staatsgebiet gelegenen Kreisstadt Heiligenbeil (russisch Mamonowo) bzw. 23 Kilometer östlich der heutigen Kreismetropole Braniewo (deutsch Braunsberg).

## Geschichte
Das frühere Hirschken war ein Vorwerk und gehörte als Wohnplatz zur Gemeinde Pellen (polnisch Piele) im ostpreußischen Kreis Heiligenbeil, Regierungsbezirk Königsberg. Im Jahre 1905 zählte der kleine Ort 23 Einwohner.
Als 1945 in Kriegsfolge das gesamte südliche Ostpreußen an Polen fiel, erhielt Hirschken die polnische Namensform „Jelonki“. Doch schon bald verliert sich seine Spur, wohl wegen der Grenznähe wurde der Ort nicht mehr besiedelt und galt schon bald als verwaist und untergegangen. Verwaltungstechnisch dürfte er dem Nachbarort Piele zugeordnet sein. Seine Ortsstelle gehört zur Gmina Lelkowo im Powiat Braniewski, 1975 bis 1998 der Woiwodschaft Elbląg, seither der Woiwodschaft Ermland-Masuren zugehörig.

## Religion
Hirschken war bis 1945 in den Sprengel Pellen der Vereinigten evangelischen Kirchengemeinden Hermsdorf/Pellen (mit Sitz in Hermsdorf) im Kirchenkreis Heiligenbeil in der Kirchenprovinz Ostpreußen der Kirche der Altpreußischen Union eingegliedert.

## Verkehr
Die Ortsstelle Jelonkis ist über eine Landwegverbindung von Piele aus zu erreichen.